# Britský filmový institut
Britský filmový institut (anglicky British Film Institute, zkr. BFI) je veřejnoprávní nezisková instituce Spojeného království, vrcholná organizace zabývající se britskou kinematografií. Byla založena v roce 1933.

## Činnost
Od svého vzniku BFI spravuje národní filmový archiv. Finančně podporuje vznik nových filmů z loterijních fondů, pořádá festivaly (Londýnský filmový festival a Londýnský LGBT filmový festival), zajišťuje restauraci starších filmů, jejich kinodistribuci a vydávání na DVD. Od počátku rovněž vyvíjí osvětovou a publikační činnosto, od 70. let 20. století se věnuje také filmové výchově v rámci samostatného oddělení. V roce 1957 se instituce přemístila do nového působiště na nábřeží Temže, kde má na starosti provoz artového multiplexu BFI Southbank.